# 더 파크뷰
더 파크뷰(영어: The Parkview)는 대한민국의 호텔 뷔페 브랜드다. 호텔신라가 운영하고 있다.

## 역사
2006년 호텔신라는 뷔페 레스토랑을 '파크뷰'에서 '더 파크뷰'로 브랜드 리뉴얼했다. 이후 레스토랑 단독으로 연간 매출 100억 원 이상을 달성했다. 또한, 2009년 다시 한 번 리뉴얼을 통해 면적을 확장, 메뉴 라인업을 변경했다. 2012년 제주신라호텔은 기존 '코지'를 확장 리뉴얼 후 '더 파크뷰'로 재탄생시켰다. 서울신라호텔 내 레스토랑 브랜드가 타 지역에 오픈하는 것은 최초다.

## 운영

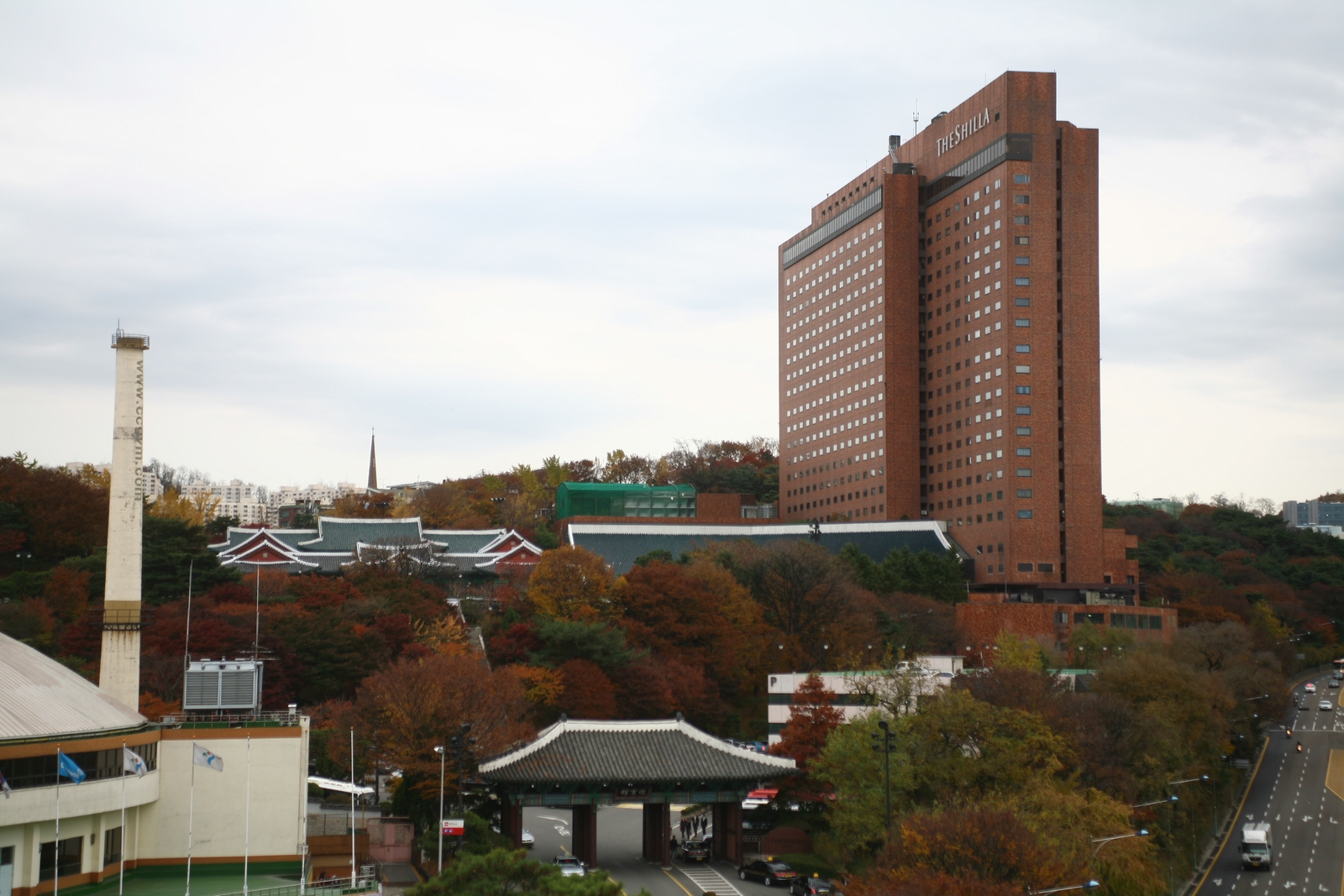
서울신라호텔 전경

호텔신라가 운영하고 있는 특급호텔 브랜드 '신라호텔'에 위치해 있다. 비즈니스 호텔 브랜드 신라스테이에는 '카페', 신라모노그램에는 '다이닝 M'이라는 명칭의 뷔페 레스토랑이 운영 중이다.
- 서울신라호텔
- 제주신라호텔

## 위상 및 평가
《블루리본 서베이》는 '서울신라호텔 더 파크뷰'와 '제주신라호텔 더 파크뷰'를 각각 〈서울의 맛집〉, 〈전국의 맛집〉으로 선정했다. 《인터파크투어 호텔 어워즈》에서 '베스트 이용권' 부문을 수상했다.

## 같이 보기
- 라세느
- 아리아
- 63뷔페 파빌리온